# Knezja
Knezja (Bulgaars: Кнежа) is een stad in de oblast Pleven, in het noorden van Bulgarije. Knezja ligt 53 km ten noordoosten van Vratsa en 24 km ten noorden van Tsjerven Brjag. Ook de rivier de Donau stroomt in de buurt van deze plaats. Op 31 december 2018 telt de stad Knezja 9.366 inwoners. Knezja ligt in de buurt van de stad Iskar en de volgende dorpen: Badarski Geran (Бърдарски Геран), Dolni Loekovit (Долни Луковит), Galovo (Галово), Gostilja (Гостиля), Ostrov (Остров), Selanovzi (Селановци), Staverzi (Ставерци), Tarnak (Търнак), Lasarovo (Лазарово) en Brenitsa (Бреница).

## Geboren in Knezja
- Iliya Valov (1961-2024), voetballer en voetbaltrainer